# 维纳什堡市镇

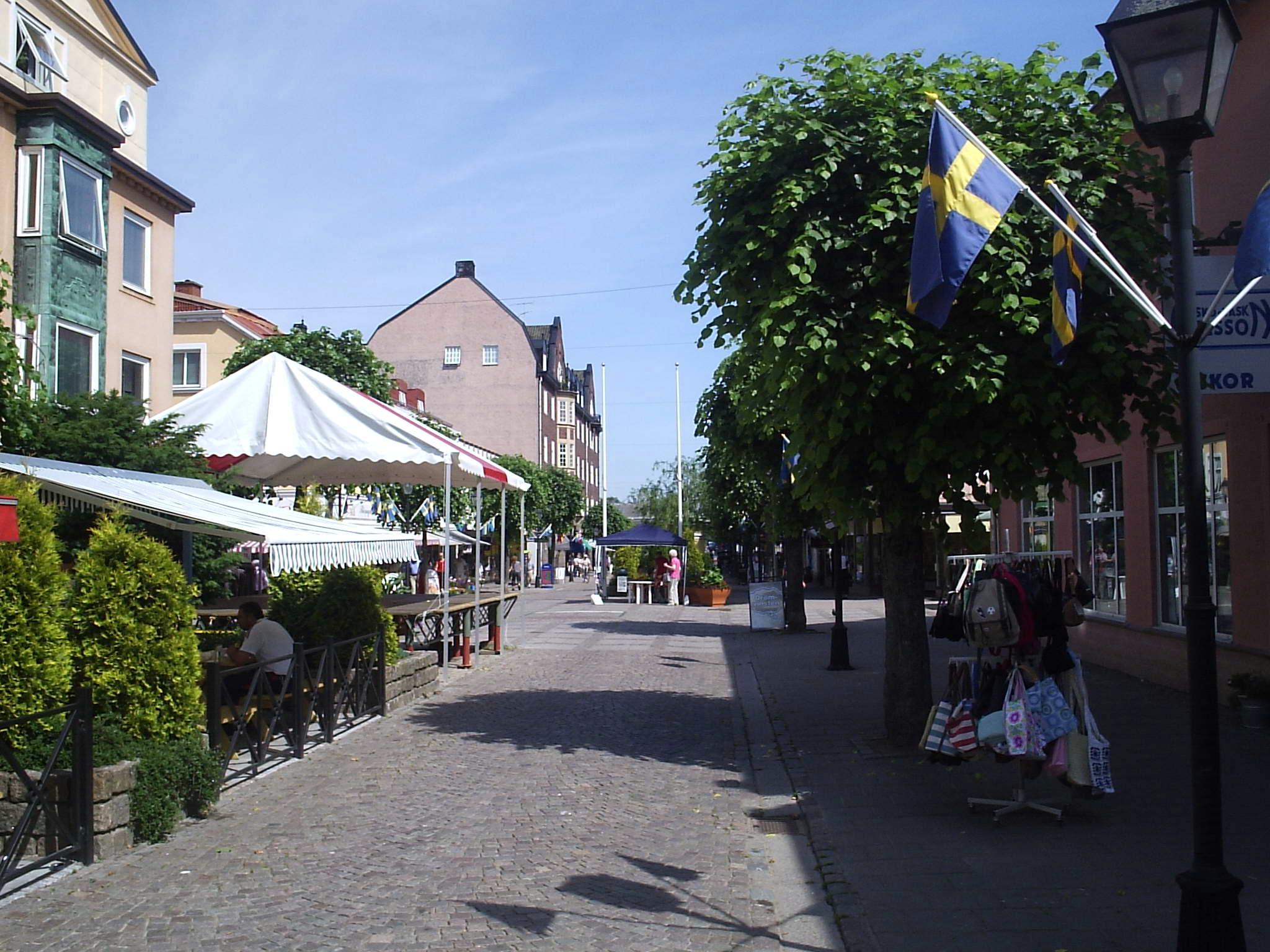
维纳什堡

维纳什堡市镇（瑞典語：Vänersborgs kommun）是瑞典西部西约塔兰省的一个市镇。其治所位于維納什堡。